# Sadao Araki
Sadao Araki (Japans: 荒木 貞夫, Araki Sadao) (Komae, 26 mei 1877 – Totsukawa (Nara), 2 november 1966) was een generaal in het Japans Keizerlijk Leger voor de Tweede Wereldoorlog. Op politiek vlak werd hij als de leider van de ultranationalistische Keizerlijke partij, beter gekend als de Kodoha, beschouwd. Zijn tegenhanger binnen de Duitse nazi's was Alfred Rosenberg, waar hij ook vaak mee vergeleken werd. Hij was minister van Oorlog gedurende het Inukai en het Saito kabinet. Later was hij actief als minister van Onderwijs gedurende het Konoe en het Hiranuma kabinet. Na de Tweede Wereldoorlog werd hij berecht voor zijn oorlogsmisdaden. Hij werd veroordeeld tot een levenslange gevangenisstraf, maar werd later vrijgelaten vanwege zijn slechte gezondheid.

## Vroege carrière

### Legerdienst
Araki werd geboren in Komae, Tokio op 26 mei 1877. Zijn vader was een ex-samoerai knecht van de Tokugawa familie, meer bepaald van de Hitotsubashi familietak.
Araki studeerde in november 1897 af aan de Japanse Keizerlijke Militaire Academie. In juni van het volgende jaar ontving hij de rang van tweede luitenant. Hij werd in november 1900 gepromoveerd tot eerste luitenant en in juni 1904 tot kapitein.
Tijdens de Russisch-Japanse Oorlog was Araki commandant van het 1ste Keizerlijke Regiment. Na de oorlog studeerde Araki af aan het Army Staff College als de top van de klas. Nadat hij afgestudeerd was werkte hij in april 1908 in dienst van de Generale Staf van het Japans Keizerlijk Leger.
Hij werd in november 1909 gepromoveerd tot majoor en deed vanaf november 1909 tot mei 1913 dienst als language officier, gestationeerd in Rusland. Hier was hij tijdens de Eerste Wereldoorlog actief als militair attaché in Sint-Petersburg.
In augustus 1915 kreeg hij de rang van luitenant-kolonel en werd hij tot november 1918 als stafofficier toegewezen aan het Harbin Agentschap voor Speciale Diensten van het Kwantung leger in Mantsjoerije.
Op 24 juli 1918 werd Araki gepromoveerd tot kolonel. Hij was vanaf dan tot 1 november 1918 gebonden aan de Kanto prefectuur. Nadien was hij actief als stafofficier in de Expeditionary Army Headquarters in Vladivostok tijdens de Siberische interventie tegen het Bolshevik Rode leger tot 25 juli 1919. Twee dagen later nam hij zijn nieuwe functie op als commandant van het 23ste infanterie regiment. Dit deed hij tot 01 april 1921, waarna hij aan de slag ging als hoofd van de 4de Sectie, 2de Bureau van de Generale Staf van het Japans Keizerlijk Leger. Deze Sectie was de militaire inlichtingendienst dat betrekking had op Europa en Amerika.
Hier was hij actief tot 17 maart 1923, wanneer hij gepromoveerd werd tot majoor-generaal. Daarnaast werd hij aangesteld als commandant van de 8ste infanterie brigade, waar hij actief was tot 9 januari 1924.
Daarna was hij actief als hoofd van de militaire politie tot 1 mei 1925. Waarna hij terugkeerde naar de Generale Staf van het Japans Keizerlijk Leger als hoofd van de 1ste Sectie. Tijdens deze periode ontving hij op 26 juli 1927 de rang van luitenant-generaal. Hier was hij actief tot 10 augustus 1928.
Nadien werd hij benoemd tot commandant van het Oorlogs College tot 1 augustus 1929. Vanaf dan was hij de bevelhebber van de 6de divisie als generaal officier.
Precies twee jaar later werd hij aangesteld als een van de meest prestigieuze posten binnen het leger, Inspectie-generaal van Militaire Training. Deze functie beoefende hij tot 9 januari 1932, nadat hij op 13 december 1931 als minister van Oorlog werd aangesteld.
Op 20 oktober 1933 werd hij gepromoveerd tot generaal. Hij ontving na zijn functie als minister van Oorlog op 26 december 1935 de titel van baron.

### Overzicht rangen
| Insigne | Rang                                        | Datum      |
| ------- | ------------------------------------------- | ---------- |
|         | Tweede luitenant (陸軍少尉 Rikugun-Shoi)    | XX-06-1898 |
|         | Eerste luitenant (陸軍中尉 Rikugun-Chui)    | XX-11-1900 |
|         | Kapitein (陸軍大尉 Rikugun-Tai-i)           | XX-06-1904 |
|         | Majoor (陸軍少佐 Rikugun-Shosa)             | XX-11-1909 |
|         | Luitenant-kolonel (陸軍中佐 Rikugun-Chusa)  | XX-08-1915 |
|         | Kolonel (陸軍大佐 Rikugun-Taisa)            | 24-07-1918 |
|         | Generaal-majoor (陸軍少将 Rikugun-Shosho)   | 17-03-1923 |
|         | Luitenant-generaal (陸軍中将 Rikugun-Chujo) | 26-07-1927 |
|         | Generaal (陸軍大将 Rikugun-Taisho)          | 20-10-1933 |

### Oktoberincident
Het Oktoberincident was een mislukte poging op een staatsgreep in Japan. De getrachte staatsgreep vond plaats op 21 oktober 1931. Deze werd uitgevoerd door de Sakurakai, gesteund door Araki, binnen het Japans Keizerlijk Leger. Ook kon deze getrachte staatsgreep steun vinden bij groepen van ultranationalistische burgers.
Er zou een nieuw kabinet gevormd worden onder Araki, die momenteel dienst deed als Inspectie-generaal van Militaire Training, als zowel eerste minister als ook minister van Oorlog. Deze nieuwe regering zou dan alle politieke partijen verbannen en hun grip op het pas veroverde Mantsjoerije versterken.
Maar tijdens de staatsgreep waren er jonge officieren die besloten hadden om er niet mee door te gaan. Daarnaast waren er plannen van de staatsgreep gelekt waardoor Araki ingeroepen werd om de situatie onder controle te brengen. Het was de bedoeling van de tegenstanders van Araki binnen de regering om hem naar voor te brengen als de leider van de staatsgreep. Maar Araki was een doortrapte politicus en een zeer goede spreker, waardoor hij ongeschonden uit het incident kwam. De straf die de medeplichtigen opgedragen kregen waren echter zeer mild.

## Minister van Oorlog

### Benoeming

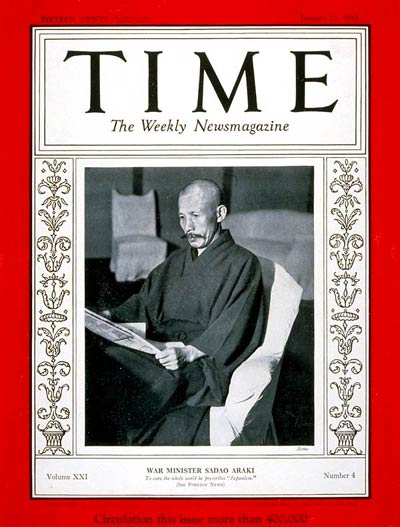
Sadao Araki op de cover van Time Magazine, 1933.

Nadat het beslissende bewijs was geleverd van de corruptie tussen de politieke partijen en de grote bedrijven, was eerste minister Tsuyoshi Inukai genoodzaakt om Araki op 13 december 1931 aan te stellen als minister van Oorlog om zo zijn eigen positie te kunnen behouden. Araki was namelijk geliefd in het leger, voornamelijk bij de jonge officieren. Araki was de eerste minister van Oorlog sinds het Mantsjoerije-incident.

### Kodo
Tijdens zijn ambtstermijn als minister van Oorlog, was Araki diegene die verantwoordelijk was voor het verspreiden en populariseren van de kodo ideologie of de Keizerlijke weg. Daarnaast was hij ook een voorstander van bushido, de weg van de krijger. In de ogen van Araki waren de kokutai en de kodo ideologie hetzelfde. De kodo ideologie hield in dat de superioriteit van Japan over de andere landen te danken was aan de unieke relatie die het volk had met de troon. Toen Araki in de vroege jaren 1920 commandant was benadrukte hij het belang van de kodo ideologie al reeds in de opleiding van de soldaten. In het leger was het de gewoonte om kodo op te leggen aan de soldaten om hen zo bewust te maken dat ze deel uitmaakten van het Japans Keizerlijk Leger, meer bepaald het leger van de Keizer.
Dankzij zijn benoeming tot minister van Oorlog kon Araki door middel van vele toespraken de kodo ideologie verkondigen. Dit deed hij door het voor te stellen als een allesomvattende, keizer-gecentreerde en als gevolg foutloze ideologie.
Voor Araki was de Keizerlijke weg de oorsprong van alles dat Japans en dus goed was. Hij was van mening dat de Japanse bevolking haar geestelijke puurheid moest doen herleven, om zo moeilijkheden te kunnen doorstaan en nationale doelen te verwezenlijken.

### Kodoha

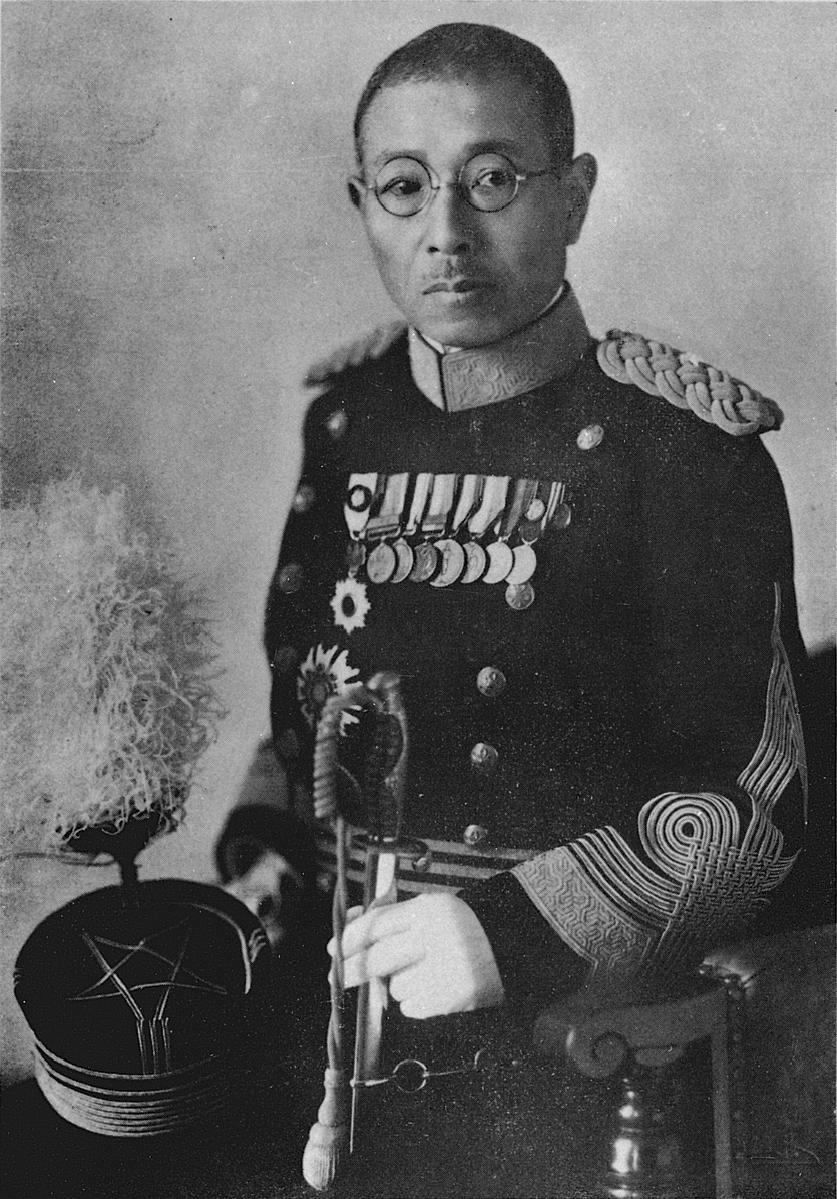
Nagata Tetsuzan leider van de Toseiha en belangrijkste tegenstander van Araki en de Kodoha.

Araki was een van de oprichters van de Kodoha of de ultranationalistische Keizerlijke partij. Dit was een politieke partij in het Japans Keizerlijk Leger. De partij was actief in de jaren 1920 en 1930. De meeste aanhangers van de partij waren jonge officieren die een militaire overheid wouden vestigen waarbij totalitarisme, militarisme en expansionisme gepromoot werden. De belangrijkste tegenstander van deze partij was de Toseiha of de controle partij. De voornaamste tegenstander van Araki binnen deze partij was Tetsuzan Nagata.
Tijdens zijn jaren als minister van Oorlog had de Kodoha de bovenhand in het leger. Araki kon door deze functie uit te oefenen zijn ideeën en beleid invoeren. Hij zorgde ervoor dat posten binnen het leger opgevuld werden door officieren van de toenmalige Tosa en Saga prefecturen. Daarnaast werd er ook een agressieve houding aangenomen tegenover de Sovjet-Unie. De ultranationalistische manier van denken zorgden ervoor dat hun expansie verantwoord was, doordat ze van mening waren dat ze superieur waren. Ook had hij een voorkeur voor geestelijke indoctrinatie in plaats van technologische modernisering in de opleiding van het leger. Araki steunde ook groepen jonge radicale officieren die trachten om de Showa Restoratie te realiseren. Hij was dan ook zeer populair bij de jonge officieren.

### Hokushin-ron
Araki was binnen het leger een aanhanger van het Hokushin-ron of ze werden ook wel de Strike North Group genoemd. Deze groep wou een aanval op Siberië en het gebied in het oosten van de Sovjet-Unie realiseren. Tijdens het jaar 1932 en in het begin van 1933 werd hij beschouwd als de enige Japanse leider die in kon gaan tegen Keizer Hirohito. Er waren vele die hem ondanks hun onderlinge verschillen steunden. Araki was tegen Keizer Hirohito's Nanshin-ron of Strike-South ambities. Hij zag hier namelijk een mogelijke oorlog met de Verenigde Staten uit voortvloeien die Japan niet zou kunnen winnen. Om Japan te redden stelde hij een oorlog voor die minder risicovol was, namelijk deze met de Sovjet-Unie. Een belangrijke stap voor de Hokushin-ron was de overname van Mantsjoerije.

### Mantsjoerije
Mantsjoerije was volgens Araki een belangrijke factor om de kodo ideologie te verkondigen. Tegelijkertijd was het ook een manier om de problemen van Japan omtrent de bevolking en de zware industrie te helpen oplossen. Daarnaast had Mantsjoerije ook een hoge strategische waarde, waardoor het dus voor Japan als geheel zeer belangrijk was.
Een vertrouweling van Araki, Shigeru Honjo, was tijdens de verovering van Mantsjoerije de bevelhebber van het Kwantung leger. Maar dit leger alleen was niet sterk genoeg, waardoor Araki geregeld had dat een andere vertrouweling van hem, Senjuro Hayashi, zou helpen. Hayashi, die gestationeerd was in Korea, verplaatsten zijn troepen naar Mantsjoerije. En dankzij hun gebundelde krachten waren ze succesvol in de verovering van Mantsjoerije.

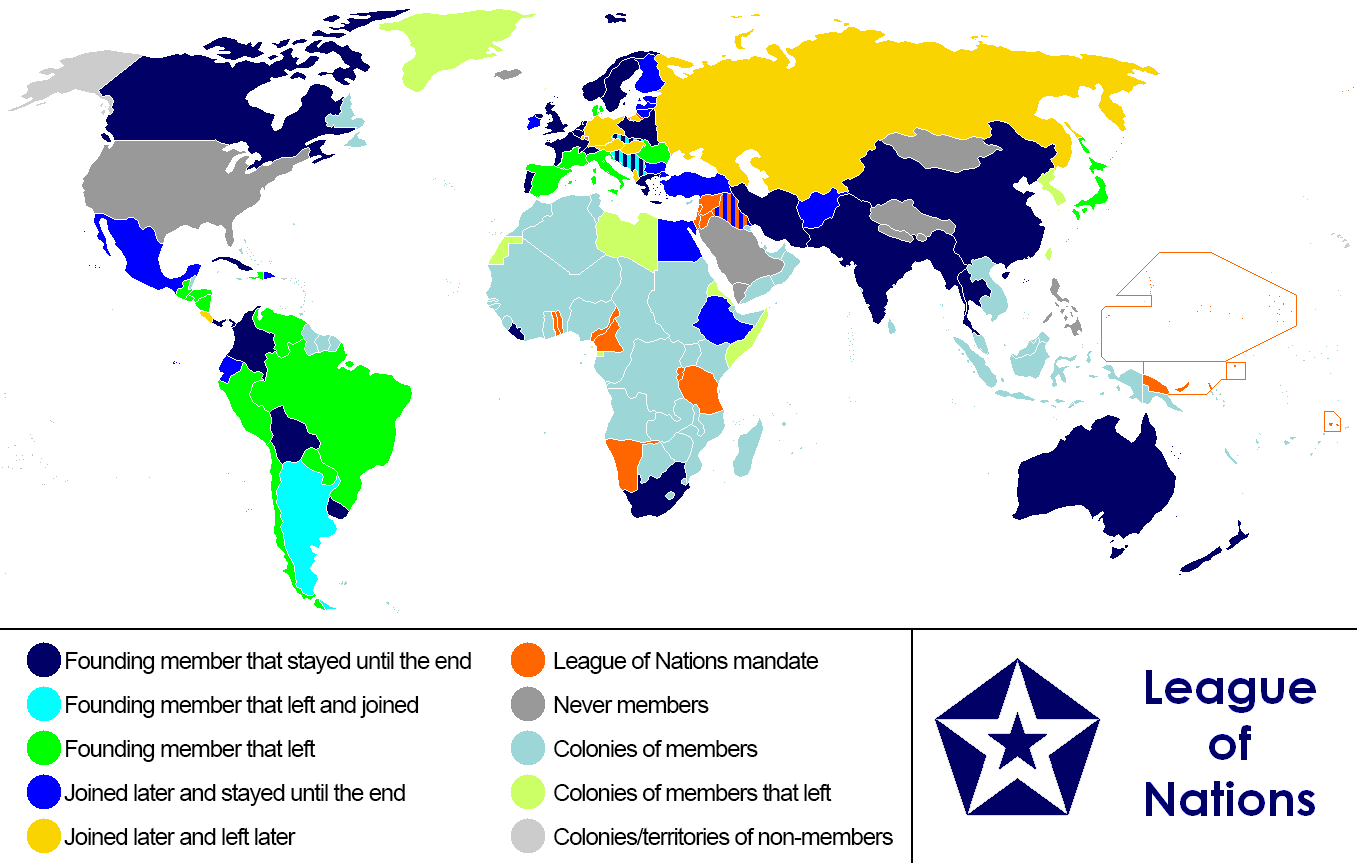
Een map van de wereld tussen 1920 en 1945 waarop te zien is welke landen bij de Volkenbond aangesloten waren. Hierop is te zien dat Japan de Volkenbond verlaten had.

Ten gevolge van de bezetting van Mantsjoerije had de Volkenbond de Commissie-Lytton in 1931 de taak opgelegd om de situatie omtrent het Mantsjoerije-incident te bepalen. Deze kwam tot de conclusie dat de acties van het Japans Keizerlijk Leger niet beschouwd konden worden als een manier van zelfverdediging. Als gevolg weigerde de Volkenbond om de nieuwe staat Mantsjoekwo te herkennen. De vertegenwoordiger van Japan, die de mening van Araki vertegenwoordigde, ging hierop in beroep. Deze was van mening dat het beschouwen van Japan als aanvallers tegen hun bestaan zou zijn. De overname van Mantsjoerije was volgens Japan nodig om de vrede in het verre oosten te bewaren. En indien de Volkenbond de staat niet zou herkennen er consequenties zouden volgen. Hiermee dreigde hij met de terugtrekking van Japan als lid van de Volkenbond.
In een speech van Araki op 25 december 1932 verklaarde hij dat het Kwantung leger elk deel van de provincie Jehol mocht bezetten om hun flank te versterken. Hierdoor begon het Kwantung leger met de overname van de provincie en op 4 maart 1933 was deze onder hun controle. De Volkenbond was hier niet tevreden mee en wou de staat niet herkennen. Als gevolg trok Japan zich terug op 27 maart 1933 als lid van de Volkenbond.

### Sovjet-Unie
Araki's vijandigheid tegenover de Sovjet-Unie was professioneel en diep. Hij had van 1909 tot 1913 als majoor in het Japans Keizerlijk Leger in Rusland gediend. Nadat hij "Das Kapital" had gelezen, begon hij zich te verzetten tegen het gevaar van het bolsjewisme. Hij was ervan overtuigd dat Keizer Hirohito het gevaar van het marxisme niet herkende en had meerdere malen geprobeerd de Keizer hierop attent te maken. Maar Hirohito luisterde enkel naar de toenmalige minister van Financiën, Takahashi Korekiyo. Volgens deze kon het bolsjewisme in Rusland niet blijven bestaan eens dat er zware industrie ontwikkeld zou worden en wanneer er nood zou zijn aan kapitalistische complexiteiten. Daarnaast was Keizer Hirohito ervan overtuigd dat het shintoïsme superieur was tegenover het bolsjewisme. Naast het Communisme verafschuwden Araki en de meeste Japanners ook het traditionele Russische Expansionisme.
Araki was ervan overtuigd dat de Sovjet-Unie zich aan het voorbereiden was op een oorlog met Japan. Om dit tegen te gaan had hij een vredesakkoord onderhandeld tussen het Kwantung leger en de Chinese autoriteiten. Daarnaast had hij een noodbeleidsplan ingevoerd dat ervoor zou zorgen dat de sterkte van Japan zou toenemen in een periode van twee jaar. Het plan bestond hoofdzakelijk uit twee componenten. Als eerste had hij bevolen dat er binnen het leger een radicale herstructurering van de middelen en het mobilisatieplan moest gebeuren. Het was niet langer de bedoeling om de Japanse economie te richten op lange termijn, maar op korte termijn. Zo kon Japan zich voorbereiden op een oorlog met Rusland tegen 1936. In juni 1933 had Araki de belangrijkste officiers in het leger bijeengeroepen. Iedereen was ervan overtuigd dat Sovjet-Unie het meeste gevaar vormde voor de veiligheid van Japan, maar men kwam niet overeen hoe hier best mee om te gaan. Araki stelde een plan voor om het Japanse leger in Mantsjoerije te versterken, de grens te verstevigen, de spoorwegen uit te breiden en een toename van het budget voor het leger te realiseren. Araki's voornaamste tegenstander Nagata was tegen deze plannen en werd nadien, net zoals de medestanders van Nagata, gedegradeerd.
Het plan werd in september 1933 voorgelegd aan het kabinet. Hij begon met de bewering dat Japan tegen 1936 een internationale crisis zal ondergaan. En dat zijn plan aanvaard moest worden zodat er zowel op uitwendig als inwendig vlak maatregelen getroffen konden worden om dit tegen te gaan. Uitwendig zouden ze de verdediging van Mantsjoerije versterken. Daarnaast zouden ze ervoor moeten zorgen dat de Sovjet-Unie haar bondgenoten zou verliezen en dat er een buffer gecreëerd zou worden in het noorden van China. Op inwendig vlak zou de overheid ideologische en onderwijshervormingen moeten doorvoeren om zo het moraal van de bevolking te versterken. Ook zou er geldsteun komen voor de boeren, zodat er genoeg voedsel in het eigen land geteeld kon worden. En als laatste zou er onmiddellijk gestart moeten worden met het produceren van brandstof. Araki hield zich niet in en vroeg of er plannen opgesteld konden worden voor de financiën tijdens de jaren van oorlog.
Ondanks dat Araki de voorkeur had voor geestelijke indoctrinatie in plaats van technologische modernisering was hij geen primitieveling. Maar er waren twee redenen waarom hij ideologie en onderwijs belangrijker vond dan mobilisatie, dat door Nagata voorgesteld werd. Als eerste was hij niet overtuigd dat Japan kon concurreren met een krachtige tegenstander op gebied van oorlogsmateriaal. Ten tweede had Araki zijn bedenkingen over de tussenkomst van het leger in de burgerlijke economie, waardoor hij vreesde dat niet militaire burgers zich op hun beurt gingen mengen in militaire zaken.

### 15 mei-incident
Het leger had berichten onderschept waarin vermeld werd dat Inukai in het geheim met de Chinezen aan het onderhandelen was over de terugtrekking van het leger in Shanghai. Araki en zijn aanhangers daarentegen waren het niet met hem eens. Ze begonnen samen te zweren om Inukai te verwijderen en hem te vervangen. Op 15 mei 1932 vond er een poging plaats tot een staatsgreep. Tijdens het 15 mei-incident werd eerste minister Inukai doodgeschoten.

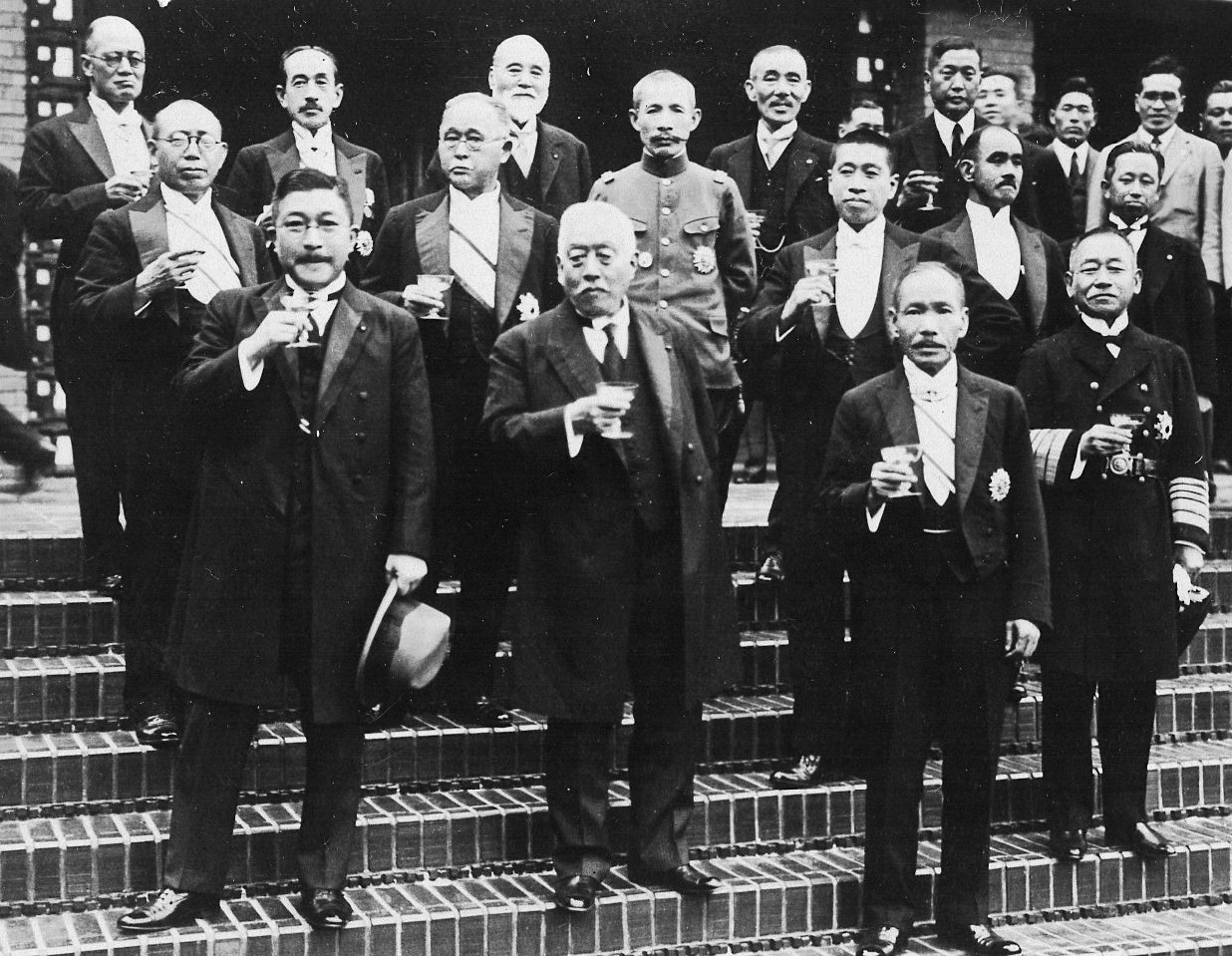
Het Saito kabinet, met vanonder in het midden Saito Makoto en daarachter Sadao Araki in zijn legeruniform.

In tegenstelling tot Araki's tegenhanger in de zeemacht, voelde hij zich niet verplicht om ontslag te nemen voor zijn deelname in de moord op Inukai. Hij bleef in het nieuwe Saito kabinet zijn functie als minister van Oorlog uitvoeren.

### Ontslag
Araki was nu ook eerste minister in alles, behalve naam. Hij verloor geen tijd en probeerde het land de Keizerlijke weg in te sturen. Zijn eerste prioriteit was het realiseren van een stijging in het militaire budget, om zo de toekomstige oorlog met de Sovjet-Unie te financieren. En bij elke kabinetsvergadering stelden hij steeds nieuwe eisen.
Door zijn steeds toenemende eisen ontstond er een enorm budgettekort. Hierdoor kwam van alle kanten druk om Araki te verwijderen. Op 23 december 1933 werd de nieuwe kroonprins Akihito, huidige Keizer van Japan, geboren. Hierdoor werden de plannen om Keizer Hirohito te vervangen door zijn broer geruïneerd. Een maand later, op 23 januari 1934, nam hij ontslag als minister van Oorlog als gevolg van zijn slechte gezondheid.

## Lid van de Opperste Krijgsraad van Japan

### 26 februari-incident
Vanaf 23 januari 1934 was hij actief in de Opperste Krijgsraad. Ook hier had Araki enorm veel gezag samen met andere Hokushin-ron aanhangers. Op 26 februari 1936 nam er een nieuwe poging tot een staatsgreep plaats. Dit werd het 26 februari-incident genoemd. De organisatoren van de staatsgreep waren jonge officieren binnen het Japans Keizerlijk Leger die verbonden waren aan de Kodoha. De reden voor deze staatsgreep was het feit dat Keizer Hirohito omringd werd door mensen die zijn gezag ondermijnden en de Keizerlijke Wil gebruikten om de krijgsmacht voor hun eigen doelen te gebruiken.

### Gevolgen van de mislukte staatsgreep
Ondanks dat het gelukt was om enkele leidinggevende ambtenaren te vermoorden, was de staatsgreep mislukt. Door de enorme tegenstand moesten de rebellen zich overgeven, en in tegenstelling tot vorige mislukte pogingen tot een staatsgreep werden de deelnemende officieren zwaar gestraft. De Kodoha verloor hun invloed in het leger. Araki werd bijgevolg samen met andere generaals die banden hadden met de Kodoha op 10 maart 1936 uit zijn actieve dienst ontheven.

## Minister van Onderwijs

### Benoeming
Ondanks Araki's geforceerde pensioen was men nog altijd goedgunstig gezind over hem. Araki's invloed heeft op geen enkel moment opgehouden met het beïnvloeden van ontwikkelingen. Hij was na zijn ontslag actief in de staatsraad tussen 15 oktober 1937 en 26 mei 1938. Nadat er verhalen de ronde deden over de gruwelpraktijken die zich afgespeeld hadden in Nanking was het moeilijk om de controle over deze verhalen te controleren. Om ervoor te zorgen dat deze verhalen geen onrust veroorzaakte werd Araki ingeschakeld. Hij kreeg een nieuwe functie binnen het Konoe kabinet, deze van minister van Onderwijs.

### Hervormingen
Hij was verantwoordelijk voor de opleiding van de jongeren. Hij voerde onmiddellijk hervormingen in in het onderwijs. Het onderwijs ging zich meer toelichten op een morele opleiding en minder op een intellectuele opleiding. Deze manier van opleiden leek erg op de kodo ideologie die hij voordien toepaste op de opleiding van soldaten. Daarnaast moest hij er ook voor zorgen dat het steeds dalende niveau van de gezondheid en de lichamelijke fitheid van de opgeroepen nieuwe rekruten verbeterd werd. Zelfs na de opvolging van Konoe bleef Araki actief in het Hiranuma kabinet tot 30 augustus 1939. Waarna hij terugkeerde naar de staatsraad, waar hij actief was tussen 20 januari 1940 en 22 juli 1940.

## Na de Tweede Wereldoorlog

### Proces van Tokio

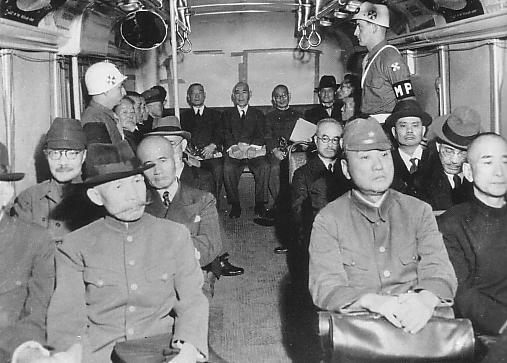
Klasse A oorlogscriminelen op de bus, met Araki vooraan aan de binnenkant links.

Na de Tweede Wereldoorlog werd Araki gearresteerd door de Amerikaanse bezettingsautoriteiten. Hij werd berecht tijdens het Proces van Tokio. Hier werd hij beschuldigd van klasse A oorlogsmisdaden, wat inhield dat hij als hoog gerankte persoon beslissingen had genomen waardoor hij medeplichtig was aan het starten en het voeren van oorlog. Hij werd schuldig bevonden aan agressieve oorlogsvoering. Dit deed hij door jonge mannen aan te zetten tot geweld, door materiaal te mobiliseren voor de oorlog, door toespraken te geven en de pers te controleren om zo de Japanse bevolking aan te zetten tot oorlog. Hij werd levenslang opgesloten in de gevangenis van Sugamo als straf. In 1947 werd hij uit zijn erfelijke adelstand ontheven. In juni 1955 werd hij echter vrijgelaten op grond van medische redenen.

### Latere jaren
Nadat hij was vrijgekomen, heeft Arkadi zich teruggetrokken. Op 26 februari 1965 nam hij als hoofdspreker deel aan een rechtse bijeenkomst waar ook andere personen van zijn tijd, van zowel uit het leger als de politiek, aanwezig waren.
Araki stierf op 2 november 1966 op 89-jarige leeftijd. Hij ligt begraven op het kerkhof van Tama te Fuchu, Tokio.

## Onderscheidingen
- Orde van de Heilige Schatten, der Eerste klasse
- Orde van de Gouden Wouw
- Orde van de Rijzende Zon, der Eerste klasse
- Orde van Sint-Vladimir, der Vierde Klasse in 1916
- Orde van Sint-Anna, der Tweede Klasse met Zwaarden in 1917
- Baron op 26 december 1935
- Russisch-Japanse Oorlogsmedaille 1904-1905
- Commandanten insigne
- Badge voor Afgestudeerden van Army Staff College
- Groot Oostelijke-Aziatische Oorlogsmedaille

- Bibliothèque nationale de France: cb15534296q (data)
- CiNii: DA01238245
- Gemeinsame Normdatei: 123488974
- International Standard Name Identifier: 0000 0000 8362 9947
- Library of Congress Control Number: n83048476
- Bibliotheek van het Japanse parlement: 00002983
- Nederlandse Thesaurus van Auteursnamen: 184779006
- SNAC: w6xr1v9j
- Virtual International Authority File: 20590679
- WorldCat: E39PBJvxtY66HtxgGFjxQgXw4q